# Беридзе, Асия Хусейновна
Асия Хусейновна Беридзе (1931 год, село Цхмориси, Аджарская АССР, Грузинская ССР — 2003 год, село Ортабатуми, Грузия) — колхозница колхоза имени Тельмана Батумского района Аджарской АССР, Грузинская ССР. Герой Социалистического Труда (1949).

## Биография
Родилась в 1931 году в крестьянской семье в селе Цхмориси Аджарской АССР (сегодня — Кобулетский муниципалитет). Окончила неполную среднюю школу, после трудилась рядовой колхозницей на чайной плантации колхоза имени Тельмана Батумского района.
В течение нескольких лет показывала выдающиеся трудовые результате в чаеводстве. В 1948 году собрала 6240 килограмм чайного листа на участке на участке площадью 0,5 гектара. Указом Президиума Верховного Совета СССР от 29 августа 1949 года удостоена звания Героя Социалистического Труда за «получение высоких урожаев сортового зелёного чайного листа и цитрусовых плодов в 1948 году» с вручением ордена Ленина и золотой медали «Серп и Молот» (№ 4496).
Этим же Указом званием Героя Социалистического Труда были также награждены труженицы совхоза имени Тельмана Зера Ахмедовна Чамба и Мерием Сулеймановна Чамба.
Трудилась в колхозе до выхода на пенсию в 1985 году. Проживала в селе Ортабатуми. Умерла в 2003 году.